# Bergtjärnen (Mora socken, Dalarna, 677041-141067)
Bergtjärnen är en sjö i Mora kommun i Dalarna och ingår i Dalälvens huvudavrinningsområde. Sjön har en area på 0,0795 kvadratkilometer och ligger 447,8 meter över havet. Sjön avvattnas av vattendraget Lädsån.

## Delavrinningsområde
Bergtjärnen ingår i det delavrinningsområde (677090-141235) som SMHI kallar för Namn saknas. Medelhöjden är 457 meter över havet och ytan är 17,86 kvadratkilometer. Det finns inga avrinningsområden uppströms utan avrinningsområdet är högsta punkten. Lädsån som avvattnar avrinningsområdet har biflödesordning 2, vilket innebär att vattnet flödar genom totalt 2 vattendrag innan det når havet efter 339 kilometer. Avrinningsområdet består mestadels av skog (75 procent) och sankmarker (11 procent). Avrinningsområdet har 0,57 kvadratkilometer vattenytor vilket ger det en sjöprocent på 3,2 procent.